# Medina (Washington)
Medina és una població dels Estats Units a l'estat de Washington. Segons el cens del 2000 tenia 3.011 habitants.

## Demografia
Segons el cens del 2000, Medina tenia 3.011 habitants, 1.111 habitatges, i 905 famílies. La densitat de població era de 813 habitants per km².
Dels 1.111 habitatges en un 38,1% hi vivien nens de menys de 18 anys, en un 74,6% hi vivien parelles casades, en un 5,3% dones solteres, i en un 18,5% no eren unitats familiars. En el 14,7% dels habitatges hi vivien persones soles el 7% de les quals corresponia a persones de 65 anys o més que vivien soles. El nombre mitjà de persones vivint en cada habitatge era de 2,71 i el nombre mitjà de persones que vivien en cada família era de 3.
Per edats la població es repartia de la següent manera: un 27,1% tenia menys de 18 anys, un 3,5% entre 18 i 24, un 23,5% entre 25 i 44, un 29,6% de 45 a 60 i un 16,2% 65 anys o més.
L'edat mediana era de 43 anys. Per cada 100 dones de 18 o més anys hi havia 93,6 homes.
Cap de les famílies estaven per davall del llindar de pobresa.

## Poblacions més properes
El següent diagrama mostra les poblacions més properes.